# 바쿠
바쿠(영어: Baku, 아제르바이잔어: Bakı 바크, 러시아어: Баку 바쿠[*], 튀르키예어: Bakü 바퀴[*], 문화어: 바꾸)는 아제르바이잔의 수도이다. 카스피해 서쪽에 뻗어 있는 압셰론 반도에 위치하고, 시가지는 반도 남쪽의 바쿠 만에 접한 항구 도시이다. 카스피 해의 최대 항구 도시이다. 행정적으로는 11개 구와 48개 마을로 분할되고 있으며 2012년 시점의 총인구는 302만 2천 명이다.
아제르바이잔에서 가장 큰 도시인 동시에 자캅카스(남캅카스) 지역에서도 가장 큰 도시다. 대규모 유전 지대가 위치해 있고, 러시아 제국 시대부터 석유의 생산지로 발전해 왔다. 석유 가공업, 석유 기계 제조, 시멘트, 목면, 식료품 등의 공업이 성하다.

## 지명 유래
바쿠의 어원에 대해서는 여러 가지 설이 전하지만 그 중에서 "산바람이 심하게 부는 곳"을 뜻하는 '바드쿠베'(bād-kūbe)에서 파생되었다는 설이 유력하다.

## 역사
기원전부터 사람이 거주했으며 5세기에 현재의 도시가 형성되었다. 바쿠에 관한 가장 오래된 기록은 885년 페르시아 제국의 문헌에 전하고 있다. 8세기부터 바쿠에 유전이 존재했던 것으로 추정되고 있으며 10세기에는 아랍인 여행자들이 바쿠의 유전 지대를 탐험했다는 기록이 전한다.
12세기에는 시르반샤 왕조의 수도이자 항구 도시로서 크게 발전했다. 1501년 사파비 왕조의 이스마일 1세가 이끄는 군대의 공격을 받은 뒤부터 페르시아의 여러 왕조들의 공격을 받았고 1604년에는 아바스 1세가 이끄는 군대에 의해 함락되었다.
1723년에는 러시아 제국 군대가 바쿠를 포위하면서 러시아 제국은 자캅카스에서 세력을 확장하게 된다. 1796년에는 예카테리나 2세 황제의 명령을 받은 러시아 제국 군대가 바쿠에 주둔했지만 파벨 1세 황제의 명령에 의해 철수했다. 1804년부터 1813년까지 바쿠는 러시아 제국과 페르시아 카자르 왕조 사이에 일어난 러시아-페르시아 전쟁의 격전지였다. 1813년에 체결된 굴리스탄 조약에 따라 바쿠를 포함한 자캅카스(남캅카스)가 러시아 제국에 편입되었다.
1846년부터 대규모 유정 굴착이 시작되었다. 1872년에는 러시아 제국이 석유 산업의 국가 독점을 폐지시키고 유정을 매각했다. 이를 계기로 영국, 프랑스, 벨기에, 독일, 스웨덴, 스위스, 미국의 투자자들에 의해 석유 자본이 유입되면서 바쿠는 급속히 발전했다. 특히 페르시아만의 유전이 개발되기 이전이었던 20세기 초반까지 바쿠의 석유 생샨량은 전 세계의 석유 생산량의 과반수를 차지했다.
1917년 10월 혁명을 계기로 바쿠는 바쿠 코뮌의 지배를 받았으며 1918년에는 아제르바이잔 민주공화국의 수도가 되었다. 러시아 내전이 진행 중이던 1920년 4월 28일에 볼셰비키 세력이 바쿠를 점령했고 아제르바이잔 소비에트 사회주의 공화국을 수립하게 된다. 제2차 세계 대전이 진행 중이던 1942년에는 나치 독일 군대가 바쿠 유전 지대를 점령하기 위해 바쿠를 침공했지만 스탈린그라드 전투에서 패전하면서 좌절되고 만다.

## 지리
맑고 건조한 기후를 띠며 한기와 난기가 부딪치면서 형성된 강풍이 가끔씩 분다. 아름다운 해안 지대로 유명한 도시이며 시가지 근교에는 온천, 광천수가 있다.

### 기후
| 바쿠 (1991년~2020년)의 기후                                | 바쿠 (1991년~2020년)의 기후 | 바쿠 (1991년~2020년)의 기후 | 바쿠 (1991년~2020년)의 기후 | 바쿠 (1991년~2020년)의 기후 | 바쿠 (1991년~2020년)의 기후 | 바쿠 (1991년~2020년)의 기후 | 바쿠 (1991년~2020년)의 기후 | 바쿠 (1991년~2020년)의 기후 | 바쿠 (1991년~2020년)의 기후 | 바쿠 (1991년~2020년)의 기후 | 바쿠 (1991년~2020년)의 기후 | 바쿠 (1991년~2020년)의 기후 | 바쿠 (1991년~2020년)의 기후 |
| 월                                                         | 1월                         | 2월                         | 3월                         | 4월                         | 5월                         | 6월                         | 7월                         | 8월                         | 9월                         | 10월                        | 11월                        | 12월                        | 연간                        |
| ---------------------------------------------------------- | --------------------------- | --------------------------- | --------------------------- | --------------------------- | --------------------------- | --------------------------- | --------------------------- | --------------------------- | --------------------------- | --------------------------- | --------------------------- | --------------------------- | --------------------------- |
| 역대 최고 기온 °C (°F)                                     | 20.4 (68.7)                 | 24.0 (75.2)                 | 27.8 (82.0)                 | 27.8 (82.0)                 | 35.0 (95.0)                 | 40.5 (104.9)                | 42.7 (108.9)                | 41.9 (107.4)                | 39.4 (102.9)                | 30.1 (86.2)                 | 25.0 (77.0)                 | 26.0 (78.8)                 | 42.7 (108.9)                |
| 일평균 최고 기온 °C (°F)                                   | 7.3 (45.1)                  | 7.6 (45.7)                  | 10.9 (51.6)                 | 16.8 (62.2)                 | 23.4 (74.1)                 | 28.0 (82.4)                 | 30.5 (86.9)                 | 30.6 (87.1)                 | 25.8 (78.4)                 | 19.5 (67.1)                 | 13.4 (56.1)                 | 9.4 (48.9)                  | 18.6 (65.5)                 |
| 일일 평균 기온 °C (°F)                                     | 4.8 (40.6)                  | 4.7 (40.5)                  | 7.3 (45.1)                  | 11.9 (53.4)                 | 18.0 (64.4)                 | 23.2 (73.8)                 | 26.1 (79.0)                 | 26.5 (79.7)                 | 22.0 (71.6)                 | 16.7 (62.1)                 | 10.9 (51.6)                 | 6.6 (43.9)                  | 14.9 (58.8)                 |
| 일평균 최저 기온 °C (°F)                                   | 2.9 (37.2)                  | 2.7 (36.9)                  | 4.6 (40.3)                  | 8.9 (48.0)                  | 14.6 (58.3)                 | 19.7 (67.5)                 | 22.9 (73.2)                 | 22.5 (72.5)                 | 18.7 (65.7)                 | 13.2 (55.8)                 | 8.4 (47.1)                  | 4.7 (40.5)                  | 12.0 (53.6)                 |
| 역대 최저 기온 °C (°F)                                     | −13.7 (7.3)                 | −8.4 (16.9)                 | −7.0 (19.4)                 | −6.1 (21.0)                 | 0.2 (32.4)                  | 10.0 (50.0)                 | 11.2 (52.2)                 | 11.9 (53.4)                 | 9.1 (48.4)                  | 1.2 (34.2)                  | −2.8 (27.0)                 | −5.5 (22.1)                 | −13.7 (7.3)                 |
| 평균 강수량 mm (인치)                                      | 32.4 (1.28)                 | 30.3 (1.19)                 | 18.4 (0.72)                 | 16.6 (0.65)                 | 15.1 (0.59)                 | 9.3 (0.37)                  | 3.9 (0.15)                  | 8.2 (0.32)                  | 28.5 (1.12)                 | 32.5 (1.28)                 | 44.3 (1.74)                 | 34.6 (1.36)                 | 274.1 (10.77)               |
| 평균 강수일수 (≥ 1.0 mm)                                   | 6                           | 6                           | 5                           | 4                           | 3                           | 2                           | 1                           | 2                           | 2                           | 6                           | 6                           | 6                           | 49                          |
| 평균 강설일수                                              | 4                           | 3                           | 0                           | 0                           | 0                           | 0                           | 0                           | 0                           | 0                           | 0                           | 0                           | 3                           | 10                          |
| 평균 월간 일조시간                                         | 79.3                        | 74.8                        | 116.5                       | 194.6                       | 281.1                       | 300.4                       | 311.6                       | 283.6                       | 214.5                       | 144.6                       | 92.3                        | 93.5                        | 2,186.8                     |
| 출처 1: 미국 해양대기청 (강수일수/일조시간: 1971년~1990년) |                             |                             |                             |                             |                             |                             |                             |                             |                             |                             |                             |                             |                             |
| 출처 2: Meoweather (강설일수)                              |                             |                             |                             |                             |                             |                             |                             |                             |                             |                             |                             |                             |                             |

## 관광지
페르시아 시대에 건설된 성곽으로 유명한 구 시가지, 러시아 제국 시대에 형성된 신 시가지로 나뉜다. 또한 북쪽에서 동쪽까지 뻗어 있는 구릉의 기슭에는 소련 시대에 형성된 시가지가 있다.
- 바쿠 구 시가지: 페르시아 시대에 건설된 성곽에 둘러싸여 있으며 미로와 같은 좁은 골목길, 오랜 역사를 가진 건축물이 특징이다. 현존하는 거의 대부분의 성곽과 탑은 1806년 러시아 제국에 정복된 이후에 보강된 것이다. 2000년 12월에는 유네스코가 지정한 세계유산에 등재되었다.
- 시르반샤 궁전: 시르반샤 왕조의 군주가 거주하던 궁전이다.
- 처녀의 탑: 12세기에 지어진 8층 규모의 탑으로서 높이가 28m에 달한다.
- 바쿠 역사 박물관: 문학 박물관, 예술 박물관으로 사용되고 있으며 러시아 제국 시대에는 부호들의 대규모 저택으로 사용되었다.
- 금요일 모스크: 금요일에 열리는 무슬림들의 예배당으로 사용하기 위해 지어진 모스크로서 예전에는 융단 박물관, 미술품 박물관으로 사용되었다. 12세기에는 마드라사, 17세기에는 조로아스터교 사원으로 사용되었다.
- 순교자 공동 묘지: 1990년 1월 20일에 일어난 검은 1월 사건, 1992년에 일어난 아르메니아와의 나고르노카라바흐 전쟁 희생자들을 추모하는 공동 묘지이다.

## 교통
바쿠에 위치한 헤이다르 알리예프 국제공항은 아제르바이잔 항공의 허브 공항으로 사용되고 있다. 1967년에는 아제르바이잔의 유일한 지하철인 바쿠 지하철이 개통되었다. 그 밖에 조지아 트빌리시, 러시아 모스크바를 연결하는 국제 철도 노선이 운행되고 있다.

## 스포츠
바쿠는 2015년 유러피언 게임 개최 도시이며 UEFA 유로 2020 개최 도시 가운데 한 곳이기도 하며, 2019년 UEFA 유로파리그 결승전을 개최했다. 2016년 하계 올림픽, 2020년 하계 올림픽 유치를 신청했지만 두 대회 모두 최종 후보 도시 선정 과정에서 탈락했다. 바쿠에 위치한 주요 경기 시설로는 바쿠 올림픽 경기장, 토피크 바흐라모프 경기장이 있다.

## 자매 도시
- 요르단 암만
- 튀르키예 앙카라
- 러시아 발라코보
- 러시아 그로즈니
- 이라크 바스라
- 프랑스 보르도
- 미국 호놀룰루
- 베트남 붕따우
- 세네갈 다카르
- 사우디아라비아 지다
- 튀르키예 이즈미르
- 남아프리카 공화국 요하네스버그
- 우크라이나 키이우
- 튀르키예 코니아
- 영국 런던
- 독일 마인츠
- 이탈리아 나폴리
- 중화인민공화국 베이징
- 러시아 상트페테르부르크
- 보스니아 헤르체고비나 사라예보
- 튀르키예 이스탄불
- 이란 타브리즈
- 핀란드 헬싱키
- 미국 휴스턴
- 대한민국 대구광역시

## 같이 보기
- 아제르바이잔의 행정 구역
- 민개체비르
- 나흐츠반 (도시)